# Leo van den Ende
Leo van den Ende (Den Haag, 6 maart 1939) is een Nederlands kunstschilder. Hij is met name bekend door zijn Panorama TulipLand, een panorama van de Bollenstreek in de jaren 50 van de twintigste eeuw.
Zijn werk bevindt zich in 10 musea en in 19 landen.
Leo is de zoon van de kunstschilder Hendricus Johannes van den Ende (1908-1998). In 2008 completeerde hij, na 12 jaar werk, het in oppervlakte tweede panorama van Nederland. Hiervoor werd hij onderscheiden als ridder in de Orde van Oranje-Nassau. 2024 werd een rotonde in Voorhout vernoemd naar Panorama TulipLand met vermelding van zijn naam en werd hij tevens de allereerste ereburger van de Gemeente Teylingen.
Naast het panorama heeft Van den Ende voornamelijk landschappen, bloemen en dieren geschilderd..